# American Stars 'N Bars
American Stars 'n Bars es el noveno álbum de estudio del músico canadiense Neil Young, publicado por la compañía discográfica Reprise Records en mayo de 1977.
En agosto de 2003, Young publicó American Star 'N Bars por primera vez en disco compacto con sonido HDCD como parte del catálogo Neil Young Archives Digital Masterpiece Series junto a Re-ac-tor, Hawks & Doves y On the Beach.

## Historia
American Stars 'N Bars incluyó canciones grabadas esporádicamente a lo largo de diferentes sesiones entre noviembre de 1974 y abril de 1977. «Star of Bethlehem» fue grabado en noviembre de 1974 con la colaaboración de Emmylou Harris en los coros y bajo la producción musical de Elliot Mazer. Junto con «Homegrown», ambas canciones fueron planeadas para incluirse en Homegrown, un álbum que Young intentó publicar en 1975 pero que nunca llegó a editar, en favor de Tonight's the Night. «Homegrown», junto con «Like a Hurricane», fue grabada con la ayuda del grupo Crazy Horse en noviembre de 1975. 
En abril de 1977, Young grabó el resto de las canciones que integran American Stars 'N Bars con el respaldo del grupo Crazy Horse y de The Bullets, integrado por Ben Keith, Carole Mayedo, Linda Ronstadt y Nicolette Larson. Por otra parte, Young grabó «Will to Love» en solitario en mayo de 1976.

## Recepción
Tras su publicación, American Stars 'N Bars obtuvo buenas reseñas de la prensa musical, que lo destacó como uno de los mejores trabajos discográficos de Neil Young. Según William Ruhlmann, de Allmusic: «Young hizo una lista de las fechas de grabación de las canciones de American Stars 'n Bars que aparecieron en el LP. Ello reveló que las canciones habían sido grabadas en cuatro sesiones diferentes que databan ya de 1974. Pero incluso sin esa documentación, hubiese sido fácil decir que el álbum presenta una mezcolanza estilística, con la primera cara formada por material teñido de country, con steel guitar y violines, además de los coros de Linda Ronstadt y la por entonces desconocida Nicolette Larson, mientras que las cuatro canciones de la segunda cara varían entre los números acústicos como "Will to Love" y los azotes roqueros como "Like a Hurricane". "Will to Love" es particularmente una pieza ambiciosa y misteriosa, extendiendo la romántica metáfora de un salmón nadando a contracorriente durante siete minutos. La pieza central del álbum, por su parte, es "Like a Hurricane", una de las clásicas canciones de hard rock de Young y un perpetuo favorito en los conciertos».
A nivel comercial, American Stars 'N Bars llegó al puesto 21 en la lista estadounidense Billboard 200 y a la posición 16 en la lista de discos más vendidos de su país natal. En el Reino Unido, el álbum llegó al puesto 17 de la lista UK Albums Chart y fue certificado como disco de plata por la BPI al superar las 60 000 copias vendidas. Además, «Like a Hurricane» se convirtió en el sencillo más exitoso de su carrera, por detrás de «Heart of Gold» y «Harvest Moon», al alcanzar el puesto 46 de la lista UK Singles Chart.

## Portada del álbum
La portada del álbum fue diseñada por el actor y amigo de Neil Young Dean Stockwell, e incluye a Connie Moskos con una botella de whisky canadiense y el rostro de Neil Young aplastado contra un suelo de cristal.

## Lista de canciones
Todas las canciones escritas y compuestas por Neil Young excepto donde se anota. 
| Cara A |                          |                                         |          |  |
| N.º    | Título                   | Escritor(es)                            | Duración |  |
| 1.     | «The Old Country Waltz»  |                                         | 2:58     |  |
| 2.     | «Saddle Up the Palomino» | Neil Young, Tim Drummond, Bobby Charles | 3:00     |  |
| 3.     | «Hey Babe»               |                                         | 3:35     |  |
| 4.     | «Hold Back the Tears»    |                                         | 4:18     |  |
| 5.     | «Bite the Bullet»        |                                         | 3:30     |  |

| Cara B |                     |          |  |
| N.º    | Título              | Duración |  |
| 1.     | «Star of Bethlehem» | 2:42     |  |
| 2.     | «Will to Love»      | 7:11     |  |
| 3.     | «Like a Hurricane»  | 8:20     |  |
| 4.     | «Homegrown»         | 2:20     |  |

## Personal
| "Star of Bethlehem" (noviembre de 1974) - Neil Young: guitarra acústica, armónica y voz - Emmylou Harris: voz - Ben Keith: dobro y coros - Tim Drummond:bajo - Karl T. Himmel: batería "The Old Country Waltz", "Saddle Up the Palomino", "Hey Babe", "Hold Back the Tears" y "Bite the Bullet" (abril de 1977) - Neil Young: guitarras acústica, eléctrica y voz - Crazy Horse: - Frank "Poncho" Sampedro: guitarras acústica y eléctrica - Billy Talbot: bajo - Ralph Molina: batería - The Bullets: - Ben Keith: pedal steel guitar - Carole Mayedo: violín - Linda Ronstadt: coros - Nicolette Larson: coros | "Like a Hurricane" y "Homegrown" (noviembre de 1975) - Neil Young: guitarra y voz - Crazy Horse - Frank "Poncho" Sampedro: guitarra rítmica - Billy Talbot: bajo y coros - Ralph Molina: batería y coros "Will to Love" (mayo de 1976) - Neil Young: todos los instrumentos |

## Posición en listas
| País           | Lista                    | Posición |
| -------------- | ------------------------ | -------- |
| Canadá         | Canadian Albums Chart    | 16       |
| Estados Unidos | Billboard 200            | 21       |
| Francia        | SNEP Albums Chart        | 133      |
| Noruega        | VG-lista Albums Chart    | 5        |
| Nueva Zelanda  | New Zealand Albums Chart | 35       |
| Países Bajos   | Mega Album Top 100       | 5        |
| Reino Unido    | UK Albums Chart          | 17       |
| Suecia         | Albums Top 60            | 16       |

| Sencillo           | Lista            | Posición |
| ------------------ | ---------------- | -------- |
| «Like a Hurricane» | UK Singles Chart | 48       |

## Certificaciones
| Fecha                 | País           | Organismo certificador | Certificación | Ventas certificadas |
| --------------------- | -------------- | ---------------------- | ------------- | ------------------- |
| 1 de enero de 1976    | Reino Unido    | BPI                    | Plata         | 60 000              |
| 11 de octubre de 1977 | Estados Unidos | RIAA                   | Oro           | 500 000             |